# Waller Taylor
Waller Taylor, född cirka 1779 i Lunenburg County, Virginia, död 26 augusti 1826 i Lunenburg, Virginia, var en amerikansk politiker. Han representerade delstaten Indiana i USA:s senat 1816-1825.
Taylor studerade juridik och inledde sin karriär som advokat i Virginia. Han flyttade 1804 till Indianaterritoriet. Han deltog i kriget mot Tecumseh som William Henry Harrisons adjutant. Harrison besegrade Tecumseh 1811 i slaget vid Tippecanoe. Taylor fortsatte sedan sin militära karriär i 1812 års krig.
När Indiana 1816 blev delstat, valdes demokrat-republikanerna Taylor och James Noble till de två första senatorerna. Taylor omvaldes senare till en hel mandatperiod. Han efterträddes 1825 som senator av William Hendricks.